# Ahaa teatteri

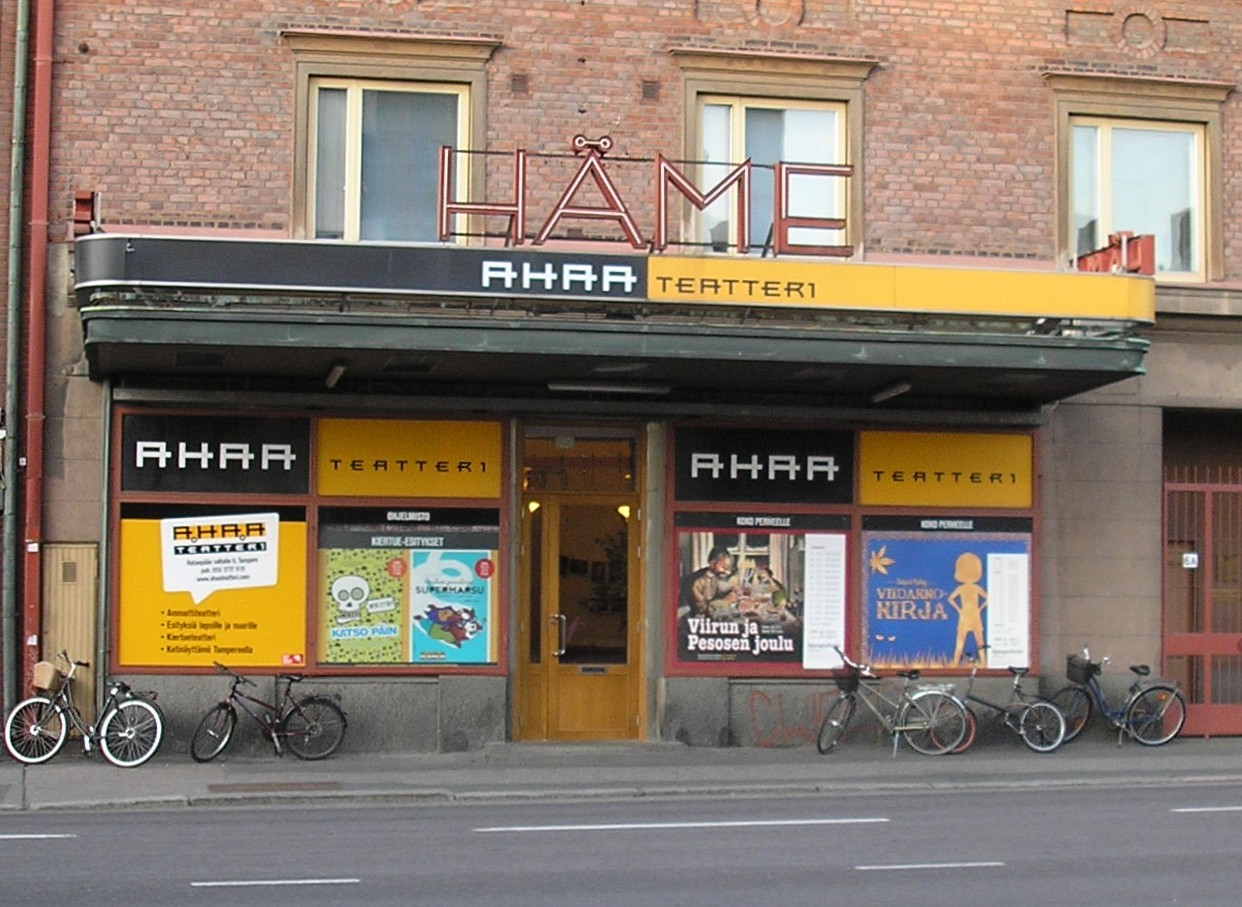
Ahaa teatteri.

Ahaa teatteri är en teater i Tammerfors som är inriktad på barn- och ungdomsföreställningar. Den grundades 1970 och hade sin första premiär 1971.